# Almarza
Almarza – gmina w Hiszpanii, w prowincji Soria, w Kastylii i León, o powierzchni 101,13 km². W 2011 roku gmina liczyła 645 mieszkańców.